# السيطرة بالحرمان

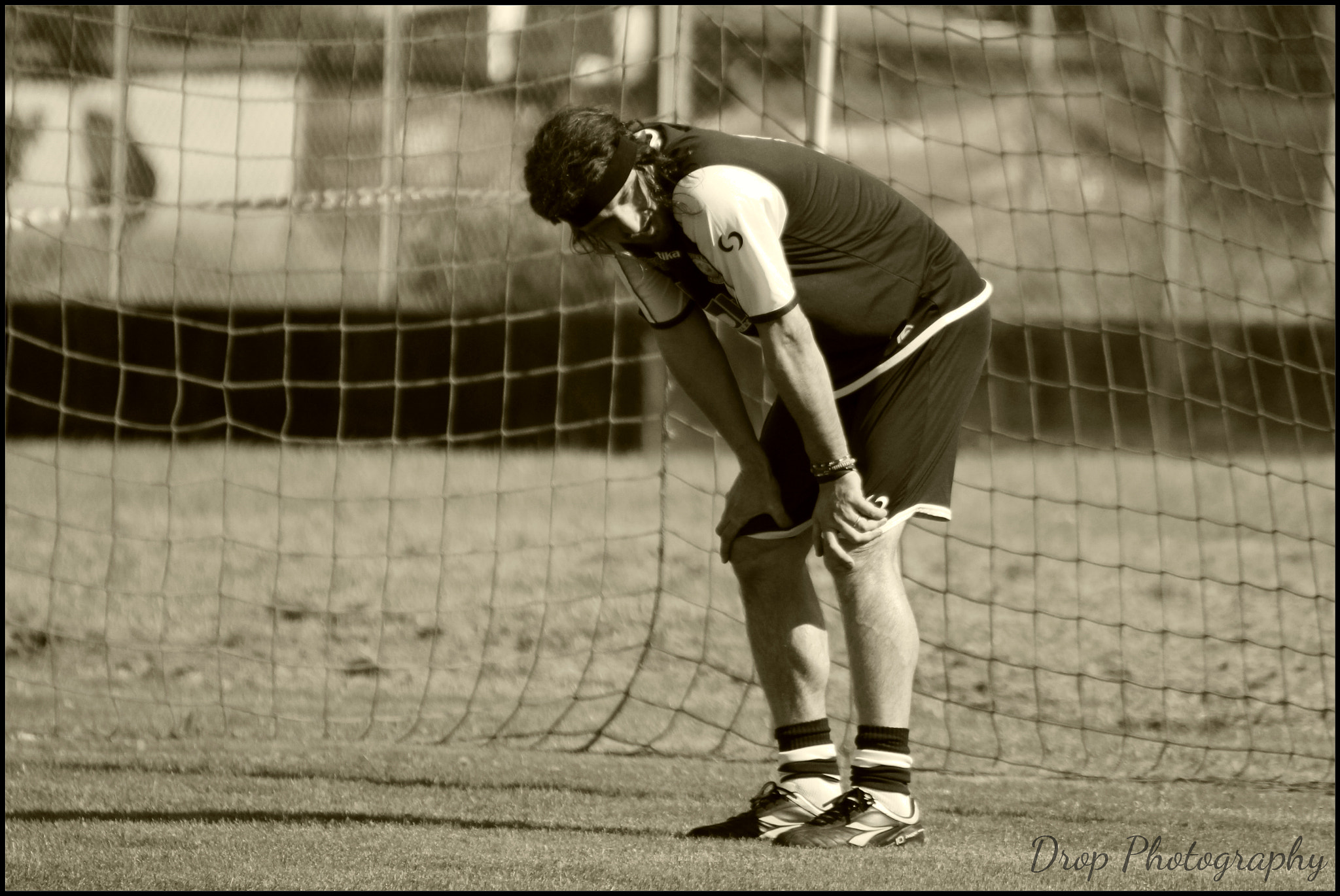

تصف السيطرة بالحرمان عدم إعطاء الفرد رغباته ومراده واحتياجاته بطريقة متعمدة للتحكم فيه، ويتم ذلك غالبًا من خلال أفعال مثل الافتقار إلى المشاعر والأفعال غير المبالية والمنعزلة وعدم الرد والبعد العاطفي وممارسة الجنس عن عمد وتوجيه اللوم إلى الفرد وأساليب أخرى. يمكن أن تؤدي السيطرة بالحرمان إلى مجموعة واسعة من الآثار، مثل: التسبب في الاكتئاب وتحريض الناس على العدوان وزيادة آثار الطبقية الاجتماعية واستخدام القوالب النمطية الاجتماعية في إصدار الأحكام على الناس فضلًا عن الحصول على المنتجات. يمكن أن يؤثر عدم السيطرة على الموقف بشكل كبير على الشخص، مما يغير طريقة تفكيره وتصرفه. وغالبًا ما يتم استغلال هذا من قبل الأفراد والشركات وفي مواقف أخرى، لكن الأفراد أيضًا قادرون بشدة على إيجاد وسائل بديلة لاستعادة السيطرة التي فُقدت سابقًا واستعادة السيطرة الشخصية.

## التعريف
السيطرة هي القدرة على التأثير وتوجيه السلوك أو الأحداث، بينما يتمثل الحرمان في وقف ومنع حدوث شيء ما. السيطرة بالحرمان هي استخدام الفرد سلطته ونفوذه لمنع فعل قد يمنح فردًا آخر السعادة، سواء كان هذا الفعل عاطفيًا أو جسديًا أو أي فعل آخر.

## آثار السيطرة بالحرمان

### الآثار على الاكتئاب
يمكن أن تؤدي السيطرة بالحرمان المنتظمة إلى اضطرابات اكتئابية. أبرزت دراسة كيف كانت «السيطرة الأبوية قليلة العاطفة» أحد العوامل المؤدية إلى اكتئاب لاحق في الحياة. وذلك بدراسة 125 مريض صُنفوا بأنهم يعانون من أعراض الاكتئاب المذكورة في الطبعة الثالثة من الدليل التشخيصي والإحصائي للاضطرابات النفسية (DSM-III)، ويعانون أيضًا من سيطرة أحد الأبوين للغاية وقلة اهتمام الوالد الآخر. أظهرت نتائج هذه الدراسة أن الأشخاص الذين يعانون من الاكتئاب هم أكثرعرضة لاعتبار أنفسهم يعانون من سيطرة الآباء الشديدة. يمكن أن تؤدي آثار العنف النفسي من شخص كبير إلى الشعور بالذنب والانفصال والخوف والقلق. علاوةً على ذلك، تكشف الدراسات التي أجريت حول العجز المتعلم أنه عند خضوع الإنسان والحيوان لألم لا يمكن تجنبه يصبحون في النهاية «معتادين» على الألم، حتى عند إعطائهم الفرصة لتجنب الألم. يصاب الأشخاص بسبب انعدام السيطرة المقدمة لهم بالاكتئاب كأحد الأعراض. يمكن أن يرتبط الافتقار المباشر للسيطرة التي يختبرها الفرد، مباشرةً ويسبب انخفاض احترام الذات والقلق وانعدام الحافز لتغيير الوضع الذي يعيشونه. تتميز جميع هذه الأعراض غالبًا وتظهر لدى الأشخاص الذين يعانون من اضطرابات اكتئابية.
يمكن أن تجعل السيطرة بالحرمان مشاعر العجز أسوأ وتؤدي إلى تفاقم هذه المشاعر. وقد تؤدي قلة السيطرة إلى شعور الأفراد بمزيد من الاكتئاب ويمكنها تغيير عملية التفكير العاطفي للفرد، ما يؤدي إلى مزاج سلبي. يمكن أن تؤدي هذه المشاعر النابعة من انعدام السيطرة التي تجلبها السيطرة بالحرمان إلى حياة شخص ما، إلى أعراض الاكتئاب والعجز المتعلم كنتيجة للسيطرة بالحرمان. 

### الآثار الاجتماعية
أثبتت الأبحاث أن الأفراد الذين عانوا من السيطرة بالحرمان هم أكثر عرضة لاستخدام أفكار نمطية ودلالات اجتماعية سلبية عند إصدار أحكام على الأفراد بعد حرمانهم من السيطرة. عندما طُلب من المشاركين وصف فرد ما، مال المشاركون غالبًا إلى استخدام أفكارًا نمطية اجتماعية سلبية عند وصف بعض الأشخاص والوظائف التي يمكن اعتبارها من وظائف الطبقة الاجتماعية الاقتصادية الأدنى. طُلب من المشاركين في مجموعة من الدراسات وصف الممثل الكوميدي وأحد العاملين في الأرشيف، كانت إحدى المجموعتين خاضعة لسيناريو حرمان من السيطرة، كانت مجموعة العلاج هذه أكثر ميلًا إلى وصف عامل الأرشيف بطريقة سلبية بالنسبة إلى المجموعة المرجعية. يسبب هذا مشاكل معينة من خلال الأفكار العنصرية النمطية، فضلًا عن تأثيرات الطبقة الاجتماعية. أبرزت الدراسات كيف يمكن المبالغة في الأفكار النمطية المؤسسية داخل الطبقات الاجتماعية من خلال قلة السيطرة، فضلًا عن المزيد من الضغط على العلاقات بين الطبقات الاجتماعية، ما يؤكد أن الرغبة في السيطرة قد تؤدي إلى تفاقم سوء الأوضاع الاجتماعية.
يرتبط الإبعاد بقوة مع السيطرة بالحرمان بسبب رغبة البشر في الرفقة والصداقة. وجدت دراسة باستخدام الإبعاد للتمكن من السيطرة بالحرمان أنه عندما تتاح الفرصة للأشخاص أن يكونوا عدوانيين تجاه الأشخاص الذين ينبذونهم سيكونون كذلك. سمحت الدراسة للمشاركين بإعطاء الصلصة الحارة للأشخاص الذين نبذوهم، أعطى هؤلاء المشاركين 4 أضعاف كمية الصلصة الحارة من الأفراد في المجموعة المرجعية. ثبت أن انعدام السيطرة يرتبط بالعدوان، وهذا أمر نظري إذ قد يصبح الناس أكثر عدوانية لاستعادة الحرية والسيطرة التي فقدوها أو كوسيلة للتخلص من الإحباط. يستخدم الأفراد العدوان كوسيلة لاستعادة إحساسهم الشخصي بالسلطة. 

## استخداماتها في التعذيب
لقد استخدمت وكالة الاستخبارات المركزية CIA السيطرة بالحرمان، ووصفت أدلة الاستجواب الخاصة بوكالة السي أي إيه (CIA Interrogation Manuals)، تحت قسم الاحتجاز، أن بإمكانهم حرمان سجين من النوم والحطب والماء وكذلك حرمان الأفراد من المحفزات الحسية للحصول على المعلومات منهم.